# Michael Bilirakis
Michael Bilirakis (Tarpon Springs, 16 luglio 1930) è un politico e magistrato statunitense, membro della Camera dei Rappresentanti per lo stato della Florida dal 1983 al 2007.

## Biografia
Nato in una famiglia greca, Bilirakis studiò legge all'Università della Florida e in seguito lavorò come avvocato, insegnante di legge e giudice municipale.
Nel 1982 si candidò alla Camera dei Rappresentanti come repubblicano e riuscì a farsi eleggere. Negli anni seguenti gli elettori lo riconfermarono per altri undici mandati.
Nel 2006 Bilirakis annunciò il suo ritiro dalla politica e rinunciò a presentarsi alle elezioni; suo figlio Gus si candidò per il suo seggio e venne eletto.